# Sir Safety Perugia
Sir Sicoma Colussi Perugia is een professioneel volleybalteam uit het Italiaanse Perugia. Sir Safety speelt in de Italiaanse Superlega, Serie A1.

## Prijzen
- CEV Champions League
 (x1) 2017
 (x1) 2018

- Italian Championship (SuperLega)
 (x1) 2018
 (x2) 2014, 2016

- Italian Cup (Coppa Italia)
 (x2) 2018, 2019
 (x1) 2014

- Italian Super Cup (Supercoppa Italiana)
 (x1) 2017
 (x1) 2016

## Team 2018-2019
| Nr. | Naam                    | Positie | Geboortedatum     | Nationaliteit    |
| --- | ----------------------- | ------- | ----------------- | ---------------- |
| 1   | Alessandro Piccinelli   | L       | 30 januari 1997   | Italië           |
| 2   | Fabio Ricci             |         | 11 juli1994       | Italië           |
| 3   | Nicholas Hoag           |         | 19 mei 1992       | Canada           |
| 4   | Sjoerd Hoogendoorn      |         | 17 februari 1991  | Nederland        |
| 7   | Dore Della Lunga        |         | 25 juli 1984      | Italië           |
| 8   | Jonah Seif              |         | 30 oktober 1994   | Verenigde Staten |
| 9   | Wilfredo León           |         | 31 juli 1993      | Polen            |
| 10  | Filippo Lanza           |         | 3 maart 1991      | Italië           |
| 11  | Gianluca Galassi        |         | 24 juli 1997      | Italië           |
| 12  | Alexander Berger        |         | 27 september 1988 | Oostenrijk       |
| 13  | Massimo Colaci          | L       | 21 februari 1985  | Italië           |
| 14  | Aleksandar Atanasijević |         | 4 september 1991  | Servië           |
| 15  | Luciano De Cecco        |         | 2 juni 1988       | Argentinië       |
| 18  | Marko Podraščanin       |         | 29 augustus 1987  | Servië           |

### Nederlandse Spelers
In seizoen 2018-2019 speelt de Nederlandse international Sjoerd Hoogendoorn bij deze club.